# イアイン・ターナー
イアイン・ロバート・ターナー（Iain Robert Turner、1984年2月26日 - ）は、スコットランド・スターリング出身の元サッカー選手。現役時代のポジションはGK。

## 所属クラブ
ジュニア
- スターリング・アルビオンFC 2000 - 2002

シニア
- スターリング・アルビオン 2002 - 2003
- エヴァートンFC 2003 - 2011

→ チェスター・シティFC 2004 (Loan)
→ ドンカスター・ローヴァーズFC 2005 (Loan)
→ ウィコム・ワンダラーズFC 2005 (Loan)
→ クリスタル・パレスFC 2006 (Loan)
→ シェフィールド・ユナイテッドFC 2007 (Loan)
→ ノッティンガム・フォレストFC 2009 (Loan)
→ コヴェントリー・シティFC 2010 (Loan)
→ プレストン・ノースエンドFC 2011 (Loan)
- プレストン・ノースエンドFC 2011 - 2012

→ ダンファームリン・アスレティックFC 2012 (Loan)
- バーンズリーFC 2014
- シェフィールド・ユナイテッドFC 2014-2015
- トレンメア・ローヴァーズFC 2015-2017
- サウスポートFC 2017-2018